# Marina Waisman
Marina Kitroser (Buenos Aires, 1920 - Río Cuarto, 1997) va ser una arquitecta argentina, que va rebre el Premi Amèrica. La hi coneix com Marina Waisman que era el seu cognom de casada.

## Trajectòria
Es va graduar com a arquitecta a la Universitat Nacional de Còrdova (Argentina) el 1945. Va ser professora de la mateixa Universitat entre 1948, quan es va crear la primera Càtedra d'Arquitectura Contemporània fins a 1971. Entre 1956 i 1959 va fer classes en Tucumán al costat de Enrico Tedeschi i Francisco Bullrich, creant el IIDEHA (Institut Interuniversitari d'Història d'Arquitectura).
Renúncia a l'assessoria municipal, quan malgrat que la seva ferma oposició es decideix demolir la casona del pintor Emiliano Gómez Clara, situada on avui es troba la plaça de la Intendència de Còrdova, el 1970.
El 1974 es va incorporar a la Facultat d'Arquitectura de la Universitat Catòlica de Còrdova on va formar l'Institut d'Història i Preservació del Patrimoni (avui denominat Institut Marina Waisman).
Va desenvolupar una intensa activitat en els SAL (Seminaris d'Arquitectura Llatinoamericana) que es van iniciar el 1985 a Buenos Aires.
Va ser guardonada amb el Premi Amèrica el 1987 per la seva incansable labor crítica i transcendental aportació a l'arquitectura llatinoamericana.
El 1980 s'ocupa juntament amb Freddy Guidi i Teresa Sassi de la recuperació i restauració del Museu Municipal José Malanca (avui Centre Cultural Espanya Còrdova).
El 1991 és designada com a professora emèrita de la Universitat Nacional de Còrdova.
El 1992 torna a la Universitat Nacional de Còrdova, dictant les Càtedres de Problemàtica de la Modernitat a Amèrica Llatina i Problemàtica de la Postmodernidad a Amèrica Llatina. Crea allí el Centre per a la Formació d'Investigadors en Història, Teoria i Crítica de l'Arquitectura, avui anomenat Centre Marina Waisman.
Va ser membre de l'Acadèmia Nacional de Belles arts de l'Argentina.

## Publicacions
El 1970 comença a col·laborar amb la revista Summa de Buenos Aires i dirigeix a partir de 1976 Summarios.
El seu primer llibre és L'estructura històrica de l'entorn (1972), una interpretació des de la cultura llatinoamericana del llibre Teorie i Storie dell'architettura, de Manfredo Tafuri.
Al costat de César Naselli, escriu el llibre 10 Arquitectes Llatinoamericans Arxivat 2012-06-27 a Wayback Machine. el 1989.
El 1993 publica L'interior de la història. Historiografia arquitectònica per a ús de llatinoamericans, on planteja la necessitat de manejar instruments propis per a la crítica de la realitat a Llatinoamèrica.
En el seu llibre L'arquitectura descentrada (1995) analitza el món fragmentat de la fi del segle xx.
Coordina al costat de Gustavo Ceballos i Juana Bustamante la Guia d'Arquitectura de Còrdova Arxivat 2015-11-17 a Wayback Machine., editada per la Junta d'Andalusia, el 1996.
Va escriure la columna d'opinió "Post Scriptum" en la revista d'Arquitectura Summa+ des de la seva primera edició el 1993 fins al número 23 de 1997. En l'edició següent Silvia Arango, César Naselli, Ruth Verd Zein, Julio Cacciatore, Enrique Browne i Cristian Fernández, Josep María Montaner i Lala Méndez Mosquera van escriure textos en homenatge a Marina Waisman. Posteriorment, per decisió de Fernando Díez, Secretari de Redacció de la revista, es va mantenir la columna amb textos de crítics convidats.
Els seus articles es troben a més en publicacions d'Alemanya, Brasil, Xile, Cuba, Estats Units, Espanya, França, Itàlia, Japó i Suècia.
La importància de la seva obra ha estat reconeguda per nombrosos autors, entre ells Josep Maria Montaner en el seu llibre Arquitectura i Crítica a Amèrica Llatina i Ruth Verd Zein en O lloc dona crítica, Ensaios oportuns de arquitetura.